# Четиридесетиосмоъгълник
Четиридесетиосмоъгълникът (също и тетраконтаоктагон) е многоъгълник с 48 страни и ъгли. Сборът на всички вътрешни ъгли е 8280° (46π). Има 1080 диагонала.

## Правилен четиридесетиосмоъгълник
При правилния четиридесетиосмоъгълник всички страни и ъгли са равни. Вътрешният ъгъл е 172,5°, а външният и централният – 7,5°.

### Лице
Лицето S на правилен четиридесетиосмоъгълник може да бъде намерено по три начина:
- По страната a:

{\displaystyle {\begin{aligned}S&=12a^{2}\cdot \cot({\tfrac {\pi }{48}})\\&=12a^{2}\left(2+{\sqrt {3}}+{\sqrt {8+4{\sqrt {3}}}}+{\sqrt {16+8{\sqrt {3}}+2{\sqrt {104+60{\sqrt {3}}}}}}\right)\\&=12a^{2}\left(2+{\sqrt {3}}+{\sqrt {6}}+{\sqrt {2}}+2{\sqrt {4+2{\sqrt {3}}+{\sqrt {26+15{\sqrt {3}}}}}}\right)\\&\approx 183,08462\,a^{2}\end{aligned}}}
- По радиуса R на описаната окръжност:

{\displaystyle S=24R^{2}\cdot \sin({\tfrac {\pi }{24}})\approx 3,1326286\,R^{2}}
- По радиуса r на вписаната окръжност (т.е. апотемата):

{\displaystyle S=48a^{2}\cdot \tan({\tfrac {\pi }{48}})\approx 3,1460862\,r^{2}}

### Построение
Тъй като 48 е произведение на 2⁴ и 3, което е просто число на Ферма, правилен четиридесетиосмоъгълник може да бъде построен с линийка и пергел по подобие на дванадесетоъгълник.